# 施維諾河
53°54′56″N 13°25′25″E / 53.9156°N 13.4235°E

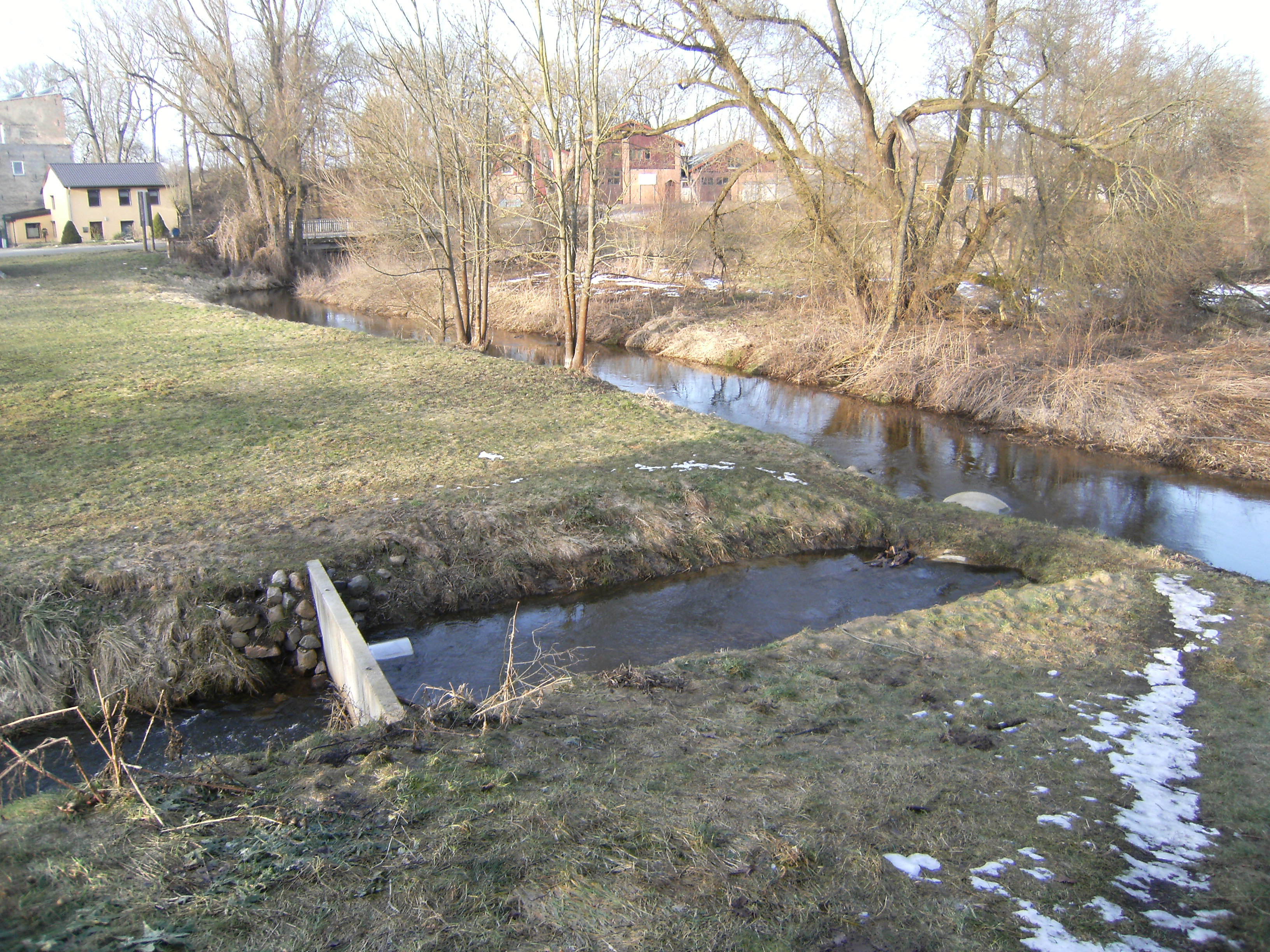
施維諾河

施維諾河（德語：Swinow），是德國的河流，位於該國東北部，由梅克倫堡-前波美拉尼亞州負責管轄，屬於佩訥河的支流，發源自卡爾斯堡附近，河口處在居茨科。